# Вајтхол (Охајо)
Вајтхол (енгл. Whitehall) град је у америчкој савезној држави Охајо.

## Демографија
По попису из 2010. године број становника је 18.062, што је 1.139 (-5,9%) становника мање него 2000. године.
| Група             | 2000.          | 2010.          |
| Белци             | 14.036 (73,1%) | 10.071 (55,8%) |
| Афроамериканци    | 3.678 (19,2%)  | 5.289 (29,3%)  |
| Азијати           | 391 (2,0%)     | 270 (1,5%)     |
| Хиспаноамериканци | 566 (2,9%)     | 1.784 (9,9%)   |
| Укупно            | 19.201         | 18.062         |